# Caiolo
Caiolo är en ort och kommun i provinsen Sondrio i regionen Lombardiet i Italien. Kommunen hade 1 094 invånare (2018).